# Kodeks 0228
Kodeks 0228 (Gregory-Aland no. 0228) – grecki kodeks uncjalny Nowego Testamentu na pergaminie, paleograficznie datowany na IV wiek. Do czasów współczesnych zachował się fragment jednej karty kodeksu, który jest przechowywany w Wiedniu. Tekst fragmentu był dwukrotnie rekonstruowany, jest cytowany w niektórych krytycznych wydaniach greckiego Nowego Testamentu.

## Opis
Do czasów współczesnych zachował się fragment jednej karty, z tekstem Listu do Hebrajczyków (12,19-21,23-25). Oryginalne karty kodeksu miały rozmiar 15 na 12 cm.
Tekst pisany jest jedną kolumną, 17 linijek w kolumnie, około 18–19 liter w linijce tekstu. Górny margines jest szeroki na 2,3 cm, marginesy boczne mają 2 i 1,5 cm szerokości. Skryba stosuje przydechy i intrepunkcję, pojawia się iota adscriptum. 
W zachowanym fragmencie nie występują nomina sacra (święte imiona), ale mogą być rekonstruowane w brakujących częściach karty.

## Tekst
Fragment reprezentuje aleksandryjską tradycję tekstualną. Kurt Aland zaklasyfikował go do kategorii III, co oznacza, że fragment jest ważny dla odtworzenia oryginalnego tekstu Nowego Testamentu. Nie zawiera on żadnych wariantów tekstowych, ale zdaniem Porterów warianty mogły występować na niezachowanych częściach karty.
Według rekonstrukcji dokonanej przez Petera Sanza w Hbr 12,23 rękopis przekazywał wariant έν ούρανοϊς άπογεγραμμένων („w niebie zapisanych”) i jest zgodny z bizantyjską tradycją tekstualną. W taki też sposób cytują ten rękopis wydania krytyczne Nestle-Alanda. Jednak według rekonstrukcji dokonanej przez Porterów fragment przekazuje ten wariant zgodnie z aleksandryjską tradycją tekstualną – άπογεγραμμένων έν ούρανοϊς („zapisanych w niebie”).

## Historia
Rękopis datowany jest przez paleografów na IV wiek. Za taką datą opowiadali się Haelst, Aland, Porterowie. Jest to też oficjalna data, jaką proponuje INTF . Karl Wessely, austriacki paleograf, przypuszczał, że znaleziono go w Fajum.
Na listę rękopisów Nowego Testamentu wciągnął go Kurt Aland w 1953 roku, nadając mu siglum 0228.
Transkrypcję tekstu opublikował Peter Sanz w 1946. Porterowie w 2008 roku opublikowali zarówno faksymile, jak i transkrypcję tekstu. Rekonstrukcja trzech pierwszych linijek na stronie verso jest odmienna od tej, jakiej dokonał Sanz. Rekonstrukcja Porterów jest zgodna z aleksandryjską tradycją tekstualną.
Fragment cytowany jest we współczesnych krytycznych wydaniach greckiego tekstu. Cytuje go Novum Testamentum Graece Nestle-Alanda (NA26, NA27). Nie był cytowany w trzecim wydaniu greckiego Nowego Testamentu przygotowanego przez Zjednoczone Towarzystwa Biblijne (UBS3), był natomiast cytowany w czwartym wydaniu (UBS4). W 27. wydaniu Nestle-Alanda (NA27) traktowany jest jako świadek pierwszego rzędu cytowania.
Rękopis przechowywany jest w Austriackiej Bibliotece Narodowej (Pap. G. 19888) w Wiedniu .